# Transport ferroviaire Tshiuetin
Transport Ferroviaire Tshiuetin inc. (anglais : Tshiuetin Rail Transportation Inc.) (TSH, anciennement TRT) est un chemin de fer régional canadien qui s'étend sur 358 miles (575 kilomètres )à travers les étendues sauvages de l'ouest du Labrador et du nord-est du Québec.

## Étymologie
Tshiuetin signifie Vent du Nord en langue innue.

## Administration
La société Transport Ferroviaire Tshiuetin inc. appartient à la Nation innue de Matimekush-Lac John, à la Nation naskapie de Kawawachikamach et à l'Innu Takuaikan Uashat Mak Mani-Utenam.

## Géographie
La ligne du Transport ferroviaire Tshiuetin relie la jonction Emeril (anglais : Emeril Junction), au Labrador, à Schefferville, au Québec, à la frontière interprovinciale. La ligne a une orientation générale sud-nord.
Ce chemin de fer, avec le chemin de fer de la Côte-Nord et du Labrador (QNS&L), le chemin de fer Arnaud et le chemin de fer du lac Wabush, forme un réseau ferroviaire isolé, étant donné qu’il n'est relié à aucune autre ligne de chemin de fer sur le réseau nord-américain.
Le chemin de fer du lac Knob et Timmins (subdivision Timmins) se connecte à la ligne au sud de Schefferville et du lac Knob, au niveau de la jonction du lac Knob (anglais : Knob Lake Junction) qui se trouve au Labrador.

## Parcours

### Description
Au niveau de la jonction Ross Bay (anglais : Ross Bay Junction), sur le chemin de fer de la Côte-Nord et du Labrador, la ligne de Schefferville se sépare de la ligne principale de Labrador City. Au niveau de la jonction Rose Bay (anglais : Rose Bay Junction) située à 2 kilomètres au nord, la ligne de Schefferville (subdivision Menihek) se dirige vers le nord, celle de Labrador City (subdivision Northern Land) tourne vers l'ouest. À 1,6 kilomètre au nord de la jonction Rose Bay, la ligne de Schefferville, allant du sud vers le nord, croise la route 500 (Translabradorienne) allant de l'ouest vers l'est.
La ligne de chemin de fer du Transport ferroviaire Tshiuetin débute à la jonction Emeril dont l'arrêt se situe à 200 mètres au nord de la route 500. L'arrêt dispose d'un quai avec un accès à la route 500 qui permet de rejoindre Labrador City (non accessible par un train de voyageurs) située à 50 kilomètres (45 minutes de trajet) à l'ouest. La ligne longe alors du sud au nord la rive orientale de la rivière Ashuanipi, puis des lacs Menihek sur plus de 90 kilomètres, qui coulent dans la fosse du Labrador. La ligne passe sur le barrage de la centrale hydroélectrique Menihek construite entre 1951 et 1954 en même temps que la voie de chemin de fer et qui alimente Schefferville en électricité.
La ligne continue ensuite vers le nord, traverse la rivière Howells à son embouchure dans le lac Astray, puis remonte la rivière Gilling vers le nord-ouest en passant au sud des lacs Gilling et Abel. Le chemin de fer du lac Knob et Timmins se détache au niveau de la jonction du lac Knob vers le nord-ouest entre les lacs Abel et Bean. La ligne remonte à l'est du lac Lejeune, traverse la frontière entre le Québec et Terre-Neuve-et-Labrador à proximité des mines de Schefferville, et longe la rive ouest du lac Knob. La ligne passe à l'ouest de Schefferville où elle rejoint la gare située entre les lacs Pearce au sud et Juin au nord. La ligne se termine 2 kilomètres après la gare par deux voies de retournement à l'ouest du lac Juin.
La ligne compte de nombreux ponts, souvent de taille modeste, franchissant les cours d'eau ou coupant le bord des lacs.

### Haltes et lieux-dits
Le chemin de fer, à vocation initialement industrielle, se compose d'une voie unique avec des évitements à intervalles variables permettant aux trains montants à vide de croiser les trains descendants chargés de minerai. Des évitements similaires ponctuent la ligne du QNS&L entre la jonction Emeril et Sept-Îles.
Ces évitements constituent des haltes ferroviaires, pour certaines pourvues de quais et de baraques. La plupart des haltes sont des lieux-dits officiellement reconnus, quelques haltes ponctuelles dans la partie centrale de la ligne ne sont pas nommées.

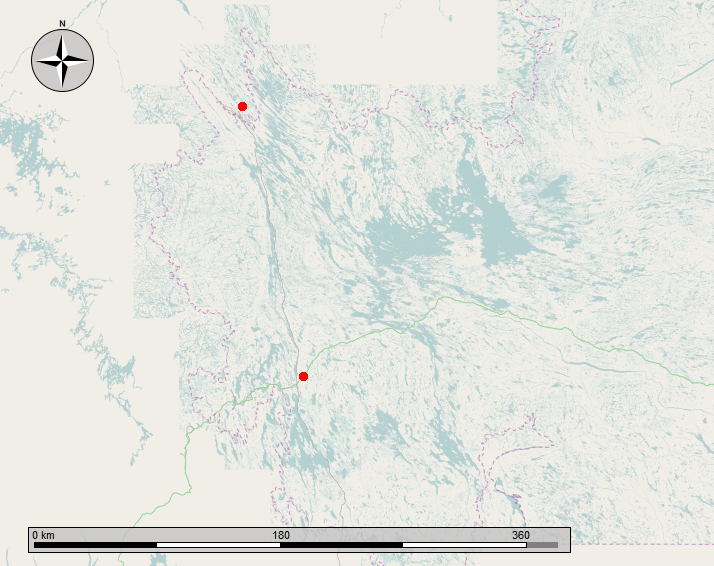
Carte montrant la ligne de chemin de fer entre les deux points rouges. Schefferville est au nord, la jonction Emeril est au sud.

Les haltes et lieux-dits parcourus par la ligne :
- Emeril (gare de départ du Transport ferroviaire Tshiuetin) ;
- Shabo ;
- Talzie (au bord de la rivière Ashuanipi, à l'ouest du lac Talzie) ;
- Sawbill ;
- Esker (liaison par une route secondaire à la Translabradorienne à l'ouest de Churchill Falls, a servi à la construction de la centrale de Twin Falls) ;
- Livingston (voie de retournement) ;
- Cavanagh ;
- Faden ;
- Menihek (1 km au sud du barrage de la centrale hydroélectrique Menihek) ;
- Astray (sur la rive ouest du lac Astray)
- Jonction Redore (voie secondaire d'environ 9 kilomètres desservant la mine Redmond et se terminant par une boucle ferroviaire) ;
- Redore (français : Minerai rouge) ;
- Gilling (au sud de la rivière Gilling, sans halte) ;
- Jonction du lac Knob (chemin de fer du lac Knob et Timmins) ;
- Gare de Schefferville.

## Services
La société fournit tous les services ferroviaires voyageurs ainsi que des services limités de fret. La compagnie offre également un service ferroviaire voyageurs sur la ligne appartenant à QNS&L, reliant le port de Sept-Îles, au Québec, à la jonction Emeril (et à Schefferville).

## Histoire
La subdivision Menihek faisait autrefois partie de la ligne principale QNS&L, construite entre 1951 et 1954. Après la fin de l'activité minière à Schefferville dans les années 1980, la QNS&L transféra sa priorité vers la ligne de Sept-Îles à Labrador City. La ligne reliant la jonction Emeril à Schefferville conserva un service limité de transport de fret et un service subventionné de transport de passagers pour les communautés des Premières Nations de la région.
La compagnie a vu le jour en 2004 après la décision de la Compagnie Iron Ore du Canada de cesser le transport de passagers entre la jonction Emeril et Schefferville. Le gouvernement du Canada a soutenu le maintien du service de transport ferroviaire voyageurs par Transport Ferroviaire Tshiuetin en lui offrant un financement considérable pour des projets de démarrage, d'exploitation et d'immobilisations.
La compagnie de chemin de fer a été mise en service le 1er décembre 2005 avec la conclusion d'un accord entre les trois propriétaires de Transport Ferroviaire Tshiuetin et les propriétaires du chemin de fer de la Côte-Nord et du Labrador (anglais : Quebec North Shore and Labrador ou QNS&L), de Rail Enterprises Incorporated et de la Compagnie Iron Ore du Canada. En vertu de cet accord, finalisé à l'automne 2005, QNS&L a vendu sa subdivision Menihek au prix nominal de 1,00 $ (CAD). Transport Ferroviaire Tshiuetin a pris possession de la subdivision Menihek « telle quelle, où elle se trouve ».
L'entente conclue entre IOC et les trois Premières Nations propriétaires de Transport Ferroviaire Tshiuetin a constitué la première propriété autochtone d'une ligne de chemin de fer au Canada.

## Médias
L'importance de la ligne est documentée dans le court métrage de Caroline Monnet en 2016, Tshiuetin.
La ligne, du fait de sa longueur et sa position septentrionale, fait régulièrement l'objet d'articles dans la presse.